# Santa Maria (Torres Novas)
Santa Maria (llamada oficialmente Torres Novas (Santa Maria)) era una freguesia portuguesa del municipio de Torres Novas, distrito de Santarém.

## Historia
Fue suprimida el 28 de enero de 2013, en aplicación de una resolución de la Asamblea de la República portuguesa promulgada el 16 de enero de 2013 al unirse con las freguesias de Salvador y Santiago, formando la nueva freguesia de Santa Maria, Salvador e Santiago.

## Patrimonio
En el territorio de esta antigua freguesia se encuentran el castillo de Torres Novas y la Iglesia de la Misericorida, construida a caballo de los siglos XVI y XVII en estilo manierista.